# Амбасада Републике Грчке у Републици Србији
Амбасада Републике Грчке у Републици Србији (грч. Πρεσβεία της Ελλάδος στο Βελιγράδι) је дипломатско представништво Републике Грчке у Републици Србији.
Амбасада се налази у Француској бр. 33 у Београду.
Тренутни амбасадор је Његова екселенција Георгиос Дјакофотакис.

## Историјат дипломатских односа
Иако су спорадични контакти постојали вековима уназад, званични дипломатски односи Краљевине Грчке и Краљевине Србије су успостављени 1868. године, када је Александар Доско именован за првог грчког конзула у Београду. Дипломатско представништво Грчке у Београду је отворено 18. јануара 1879. године.
Између септембра 1998. и децембра 2010. године, постојао је Грчки конзулат у Нишу.

## Структура амбасаде

### Досадашњи представници
Досадашњи дипломатски представници Грчке у Србији и Југославији, били су:
- Георгјос Дјакофотакис, амбасадор, 2019. -
- Илијас Илијадис, амбасадор, 2016. - 2019. [3]
- Константинос Икономидис, амбасадор, 2013—2016.
- Димостенис Стоидис, амбасадор, 2009—2013.
- Христос Панагопулос, амбасадор, 2005—2009.
- Михаил Спинелис, амбасадор, 2000—2005.
- Панајотис Власопулос, амбасадор, 1996—2000.
- Михаил Спинелис, отправник послова, 1993—1996.
- Константинос Јерокостопулос, отправник послова, 1992—1993.
- Елефтериос Карајанис, амбасадор, 1990—1992.
- Емануил Спиридакис, амбасадор, 1985—1990.
- Димитриос Макрис, амбасадор, 1980—1985.
- Димитрис Ираклидис, амбасадор, 1976—1980.
- /  Маркос Икономидис, амбасадор, 1973—1976.
- Спиридон Тетенес, амбасадор, 1967—1973.
- Николаос Кабалурис, амбасадор, 1965—1967.
- Димитриос Николареизис, амбасадор, 1960—
- Трасивулос Цакалотос, амбасадор, 1957—1959.
- Филон Филон, амбасадор, 1954—1957.
- Спирос Капетанидис, амбасадор, 1950—1954.
- Алексндрос Даљетос, 1946.
- К. Диамантопулос, посланик, 1942. - (акредитован код краља у егзилу)
- Раул Росетис – Вивикас, 1936—1941.
- Леон Мелас, 1930.
- Спиридон Полихронијадис, 1925. -
- Михаил Цамадос, 1924.
- К. Диамантопулос, отправник послова
- Николаос Маврундис, посланик, 1919—1923.
- Јоанис Кундурјотис, посланик, 1917—
- Јоанис Александропулос, 1912.
- Јанис Г. Карацас(млађи), посланик, 1910—
- Периклис Арјиропулос, отпр. послова 1899—  и посланик 1902—1903.
- Ј.А. Рицакис, отпр. послова, 1895—
- А. Метаксас, отпр. послова
- Николаос Делијанис, 1880—1885.[4]
- Генадијос, агент и генерални конзул
- Александар Доско, конзул, 1868—

### Одељење изасланика одбране

#### Изасланици одбране (војни аташеи)
- пуковник Александрос Родицис, изасланик одбране[5]

## Конзуларно одељење
У оквиру амбасаде, делују:
- Политичко одељење
- Конзуларно одељење
- Одељење изасланика одбране
- Одељење за економске и трговинске послове
- Одељење за јавну дипломатију